# Death Knocks
Death Knocks (deutsch: Der Tod klopft an) ist eine Kammeroper in einem Akt von Christian Jost (Musik) mit einem Libretto von Woody Allen. Die deutsche Textfassung stammt von Esther Ferrier. Als Auftragswerk für die  internationalen niedersächsischen Musiktage komponiert, wurde die Oper am 29. September 2001 in Hannover konzertant uraufgeführt. Szenisch uraufgeführt wurde sie am 6. Mai 2005 im Theater Erfurt.

## Handlung
In seiner Wohnung in New York liegt der erfolgreiche Textilfabrikant Nat Ackermann gemütlich auf dem Bett, um die Abendzeitung zu lesen. Plötzlich stürzt jemand mit großem Krach von der Regenrinne durch das Fenster in sein Zimmer. Es ist der Tod in Gestalt einer attraktiven Dame, die ihn sofort mitnehmen will. Nat hat keine Lust, sich vom Tod ins Jenseits bringen zu lassen, Er ist völlig gesund und glaubt zunächst an einen Irrtum. Sie unterhalten sich über verschiedene Dinge des Alltags. Als der Tod bei seiner Aufforderung bleibt, schlägt Nat eine Runde Gin Rummy vor. Gewinnt der Tod, erklärt sich Nat bereit, sofort mitzugehen, gewinnt Nat, bekommt er einen Tag Aufschub. Der Tod ist noch von seiner Kletterpartie erschöpft. Froh über diese Gelegenheit zur Entspannung willigt er ein.
Während des Spiels lenkt Nat den Tod durch wiederholte Fragen nach dem Sterben und dem Jenseits ab. Als geschickter Händler versucht er, die besten Möglichkeiten für sich auszuhandeln. Es stellt sich heraus, dass dies der erste Job seines Gegenübers ist. Schließlich gelingt es Nat, den Tod soweit aus dem Konzept zu bringen, dass dieser das Spiel haushoch verliert und bei Nat sogar noch Geldschulden hat. Nun ist der Tod vollkommen durcheinander. Er weiß nicht, was er mit den zweimal zwölf Stunden anfangen soll, bis er wiederkommen kann. Außerdem hat er keine Idee, woher er das Geld für die Schulden nehmen soll. Nat zeigt kein Interesse für diese Probleme. Er wirft den Tod aus seiner Wohnung hinaus. Beim Hinuntersteigen der Treppe stolpert dieser über eine fehlende Stufe und fällt polternd hinunter. Nat ruft seinen Freund Moe an und erzählt ihm von der vergangenen Nacht: „[…] der Tod war grad hier […] der ist so ein Depp.“

## Gestaltung
Die Besetzung des Kammerensembles enthält die folgenden Instrumente:
- Violine
- Klarinette in B
- Trompete in C
- Posaune
- Fagott
- Kontrabass
- Vibraphon
- Schlagzeug (Große Trommel, Snare, Tomtom, Becken)

## Geschichte
Die konzertante Uraufführung der Oper erfolgte am 29. September 2001 in Hannover. Dabei sangen Stella Doufexis (der Tod) und Sebastian Noack (Nat Ackermann). Es spielte das Linos-Ensemble. Die szenische Uraufführung fand am 6. Mai 2005 im Theater Erfurt statt. Hier sangen Elvira Soukop (der Tod) und Juan Carlos Mera-Euler (Nat Ackermann). Die musikalische Leitung hatte Karl Prokopetz. Die Inszenierung stammte von Eszter Szabó und die Kostüme und das Bühnenbild von Benita Roth. Weitere Aufführungen gab es u. a. 2008 in Göteborg, 2009 in Hof und Hamburg, 2010 in Oldenburg, 2011 in Kiel, Köln und Cincinnati, 2012 in den Niederlanden, 2013 in Schwerin, 2014 in Heidelberg und 2015 in Gießen.